# カステラ
カステラは、鶏卵・砂糖・水飴・小麦粉を混ぜ合わせた生地をオーブンで焼いた菓子の一つ。ポルトガルから伝わった南蛮菓子を元に日本で独自に発展した和菓子である。プレーンタイプにも蜂蜜・牛乳を加えることがあり、チョコレート・抹茶・黒糖などを加えた変種も存在する。

## 概要
カステラは、鶏卵、砂糖、小麦粉を主原料とする焼菓子である。
その性質に関しては、手法上は広義のスポンジケーキの一種であるとされる。一方でカステラに使用される小麦粉の量は卵、砂糖、水飴によって形成される気泡のつなぎとして必要最小量であり、同様に少ない小麦粉で作られるスポンジケーキとは異なり油脂を使用していない点が異なる。
カステラは、その形状により、正方形または長方形の型に流し込んで作る棹カステラのほか、ロールカステラ、一口カステラ、鈴カステラ、蒸しカステラ、沖縄のチールシコウ、カステラ饅頭、釜カステラ（東京式釜カステラ・東京カステラ）などがある。
植物性原材料の使用を基本する和菓子にあって、唯一の例外となる鶏卵の使用は、南蛮菓子が和菓子に与えた影響の一つとされている
。また、近代以降は水飴の使用が普及し、一般的な棹カステラは水飴を使用している。蜂蜜や白ザラメも使用されるようになり、明治時代と比べても甘味は強くなっている。
釜カステラ（6面焼き）は一つずつ生地を型に入れて焼くタイプで、水飴を用いないさっぱりとしたものであるが、カステラの原型に近いともいわれる。

## 語源
一般的にカステラの名前の由来は、イベリア半島に存在したカスティーリャ王国（Castilla）のポルトガル語発音である「カステラ」（Castella）であるとされ、「ボロ・デ・カステラ」（Bolo de Castella、カスティーリャ王国の菓子の意）が「カステイラ」あるいは「カステラ」になったと言われている。1704年（宝永元年）刊行の『長崎名物尋（ね）考』には、「カステイラという菓子は、本名カストルボルというを訛りていうなり」という記載があるという。
また、異説として、スペインやポルトガルでメレンゲを泡立てる際に「城（castelo）のように高くなれ」というかけ声をかけることから、カステロがカステラとなったのではないかとする説もある。ただし、卵白をメレンゲ状に撹拌する手法は日本にカステラが伝わった後に普及したものであり、カステラの語源とするのは妥当でないとする見解もある。
夏目漱石は1907年（明治40年）に発表した『虞美人草』で、西洋菓子について「チョコレートを塗った卵糖（カステラ）を口いっぱいに頬張る」と記して、「卵糖」という当て字を考案したが、この当て字は他に用例も少なく、また実際にはチョコレートケーキに使われているスポンジケーキを指していたと考えられる。

## 歴史

### カステラの起源
カステラの起源については、スペインの焼き菓子「ビスコチョ」（Bizcocho）とする説や、ポルトガルの焼菓子「パン・デ・ロー」（pão de ló）とする説がある。
ビスコチョは、「二度焼くこと」が語源の焼き菓子である。元は乾パン状の堅いものだったが、1611年に出版されたスペインの辞書『コバルビアスのコトバ辞書』には、当時のビスコチョに「小麦粉と卵と砂糖で作る美味しい別のタイプ」もあったことが記されている。
渡辺万里は、旧カスティーリャ地方のサモラに伝わるパンに近いビスコチョ「レボホ・ドゥーノ」（堅いレボホの意）を紹介したうえで、このようなビスコチョが「ボーロ・デ・カステイラ」（カスティーリャ王国のパン〔ママ〕）としてポルトガルで定着したのではないかと述べている。岡美穂子は、1680年にポルトガルで出版されたドミンゴス・ロドリゲス『料理法』に見られる「ビスコウト・デ・ラ・レイナ」（ラ・レイナla Reinaはスペイン語で女王・王妃の意）に初期のカステラとの類似点があることを指摘したうえで、ラ・レイナとは1525年にポルトガル王室に嫁いだカスティーリャ王女カタリナ・デ・アウストリアを指している可能性が高いとし、カタリナがポルトガルにこの菓子を伝えて「カスティーリャの菓子」と呼ばれるようになったのではないかと考察している。
パン・デ・ローは、16世紀半ばに書かれた『ドナ・マリア内親王の料理書』（マリア・デ・ポルトゥガル参照）に掲載されているのが文献上の初出である。パン・デ・ローと砂糖を使ったビスコチョはどちらも16世紀に生まれており、パン・デ・ロー自体がビスコチョから発展したものではないかとする見解もあるほか、当時イベリア半島に進出していたアラブ文化の影響でカスティーリャとポルトガルで同時期に似た菓子が生まれた可能性も示唆されている。

### 日本における歴史
室町時代に伝来したとされる。

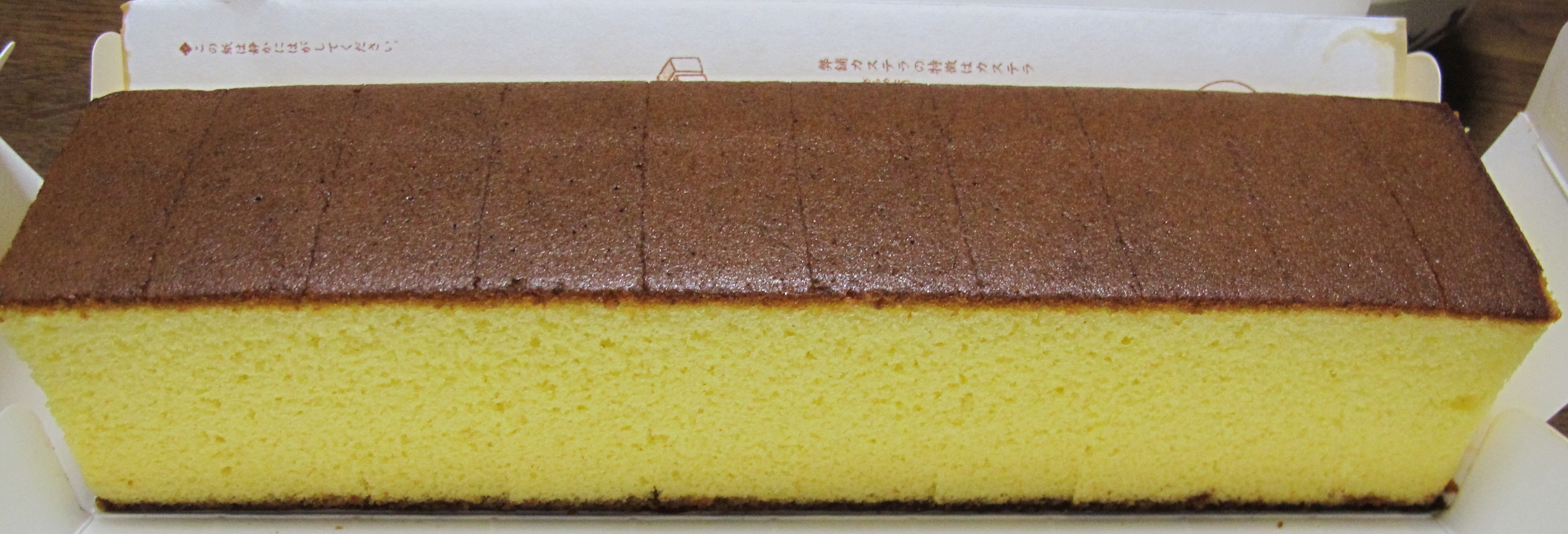
福砂屋のカステラ

1846年（弘化3年）の川北温山『原城紀事』に、江戸時代中期に書かれた『耶蘇天誅記』からの引用として、1557年（弘治3年）に肥前唐津で布教を進めた宣教師が作った菓子類が挙げられており、その中に「角寺鐵異老」（カステイラ）がある。
日本で初めてカステラを焼いた具体的な人物としては、豊後府内に病院を設立して病人に滋養食として牛乳や牛肉を与え、大友宗麟を南蛮料理で饗応したこともある宣教師ルイス・デ・アルメイダや、1592年（文禄元年）に肥前名護屋で秀吉に南蛮料理や南蛮菓子をふるまった史料の残る村山等安などが候補に挙げられるが、明確な史料はない。
1600年（慶長5年）前後の成立と見られる『南蛮料理書』には、「かすてほう路」という名称でカステラの製法が載っており、1626年（寛永3年）の後水尾天皇の二条城行幸や1630年（寛永7年）の島津家での将軍御成の際にカステラが供されている。1720年（享保5年）成立の西川如見『長崎夜話草』には、「長崎土産物」という項の「南蛮菓子色々」の中に「カステラボウル」が見られる。
江戸時代には1644年（寛永21年）に名古屋で、1681年（天和元年）に京都でカステラに関する記録が残されている。江戸中期には既に江戸城でもカステラが日本の菓子として勅使の接待などで提供されていた。
カステラの製法は、江戸時代の百科事典である『和漢三才図会』や、製菓書・料理書に数多く掲載され、茶会でも多く用いられた。ただし食べ方は現代と異なり、高級品ゆえに小分けに食された。厳冬期には吸い物椀に一切れ入れて湯を注ぎ、蓋で蒸らして食し、酷暑期には冷水を注いで白玉の感覚で食した。また薄くスライスし、ワサビや大根おろしをつけて酒のつまみに、喉の渇きを癒すため旅の携帯食にも用いられた。一方、カステラは鶏卵・砂糖・水飴・小麦粉・肉汁といった栄養価の高い材料の使用から、江戸時代から戦前にかけて結核などの消耗性疾患に対する一種の栄養剤としても用いられていたこともある。
ただ、江戸時代のカステラは卵、小麦粉、砂糖が等量で、甘みも感じられず、性状もほとんど膨らみのないものだったとされる。しかし、近代以降になると水飴の使用が普及するとともに、ガスオーブンや電気釜によって安定的に焼くことができるようになった。
1939年（昭和14年）から食糧や生活物資の公定価格化が開始され、カステラも価格の全国一律に固定化が行われた。しかし、公定価格の設定は重さ当たりの金額を明示するだけで、味や質を問わなかったためカステラの品質はガタ落ちとなった。このため1941年（昭和16年）9月15日からはカステラの規格化が行われ、砂糖と同量以上の卵と55%の小麦粉、20%の水飴（または蜂蜜、ブドウ糖）を使用し、膨張剤を使わずに厚み1寸6分以上とすることが定められた。

## 主な種類
- 長崎カステラ - 後述
- 台湾カステラ - 後述
- 釜カステラ（東京カステラ）
- ロールカステラ
- 蒸しカステラ
- ベビーカステラ
- 鈴カステラ
- 串カステラ（花串カステラ） - 鈴カステラを平らにしたようなものをいくつも串に刺したもの。

## 長崎カステラ
カステラは長崎県長崎市が本場とされているが、長崎県（産）という意味ではなく、長崎由来の製法によるカステラの意味である。

### 歴史的背景
長崎の特産品となった背景には、江戸時代に鎖国となっていた200年の間も貿易港として開かれ、砂糖の大集散地になっていたこと、長崎の気候がカステラ作りに適していたことなどが挙げられている。

### 主なメーカー
- 1624年（寛永元年）創業：カステラ本家福砂屋（長崎県長崎市）
- 1681年（天和元年）創業：松翁軒（長崎県長崎市）
- 1900年（明治33年）創業：文明堂総本店（長崎県長崎市） - 戦前に開設した東京（麻布）・神戸・横浜・新宿・大阪・銀座の各支店を戦後に経営分離した（文明堂も参照）。「カステラ一番、電話は二番」のフレーズと、関東地方では、カンカンダンスを踊るクマの操り人形のCM[29]で知られている。

## 台湾カステラ
日本で「台湾カステラ」と呼ばれているスイーツは、台湾では「古早味蛋糕（懐かしの味のケーキ）」や「現烤蛋糕（焼きたてケーキ）」、「布丁蛋糕（プリンケーキ）」などと呼ばれている。ただし、台湾には「台湾カステラ」という呼び方が無く、そのような名前自体も存在しない。
台湾中国語では「蛋糕」は「カステラ」や「スポンジケーキ」を指す言葉であり、「古早味」は「昔ながらの味」、「現烤」は「焼きたて」という意味である。日本のカステラと比べてサイズが大きく、食感はスフレに近く、甘さは控えめである。日本のカステラと同様に、様々なバリエーションがあるが、特にチーズを加えたものが定番となっている点が特徴である。
諸説あるが、日本統治時代に日本人が台湾に持ち込んだ日本版のカステラが、台湾人の好みに合わせて改良されたものとされている。現在のようなプルプル、ふわふわとした形になったのは2000年代に入ってからで、台湾島北部の観光地「淡水」で外国人の観光客たちの注目を集めていた。

台湾には、古早味蛋糕や現烤蛋糕以外にも多くのカステラがあり、例えば「蜂蜜蛋糕」は文字通りハチミツを加えたもので、棒状に切られることが多い。ハチミツを加えない日本の「長崎カステラ」と形が似ているため、両者を同一視する台湾人も少なくない。「岩焼蛋糕」はバスクチーズケーキに似ており、チーズのほかに生クリームやプリンなどを加えることもある。

台湾カステラの一例
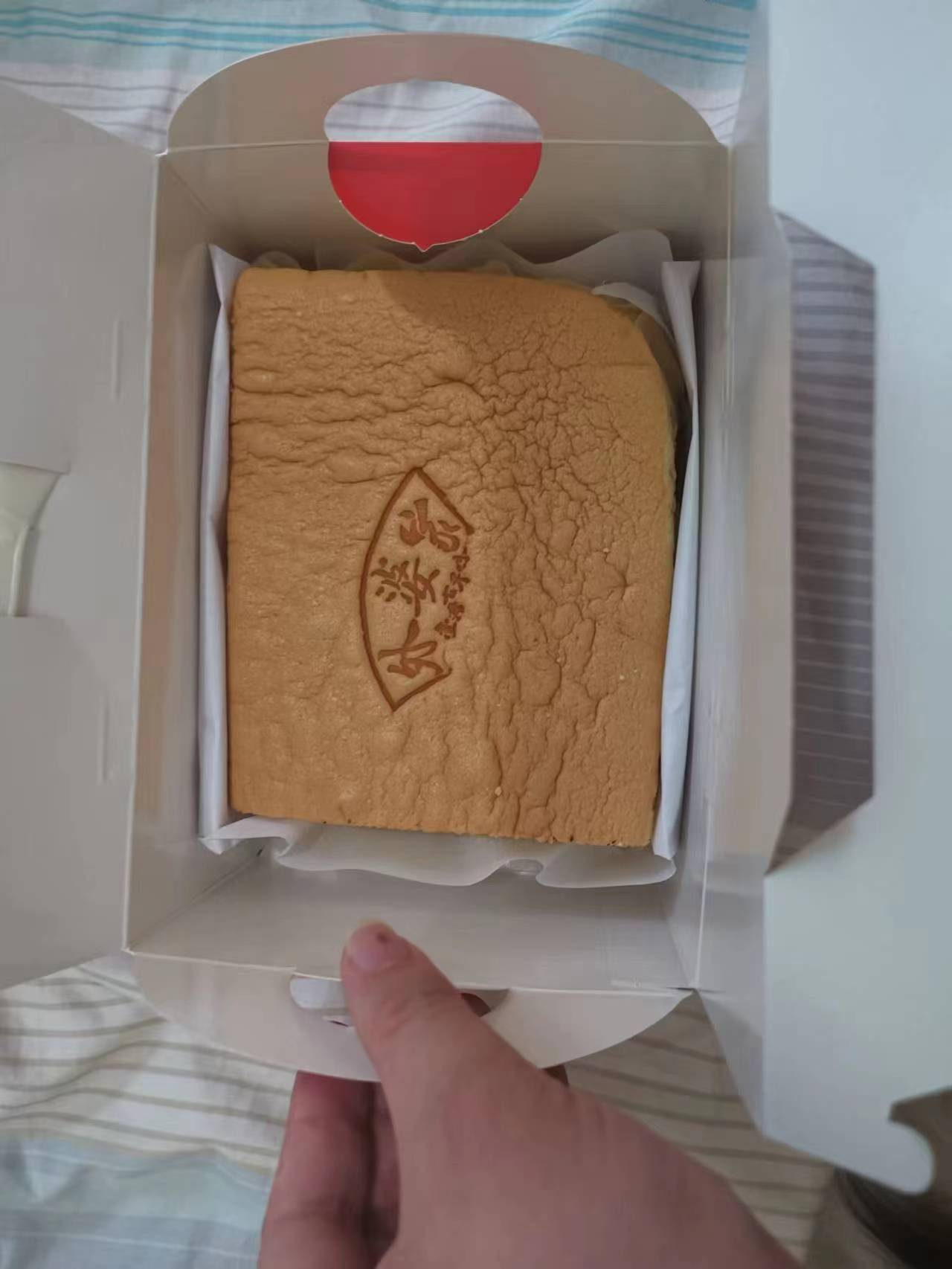
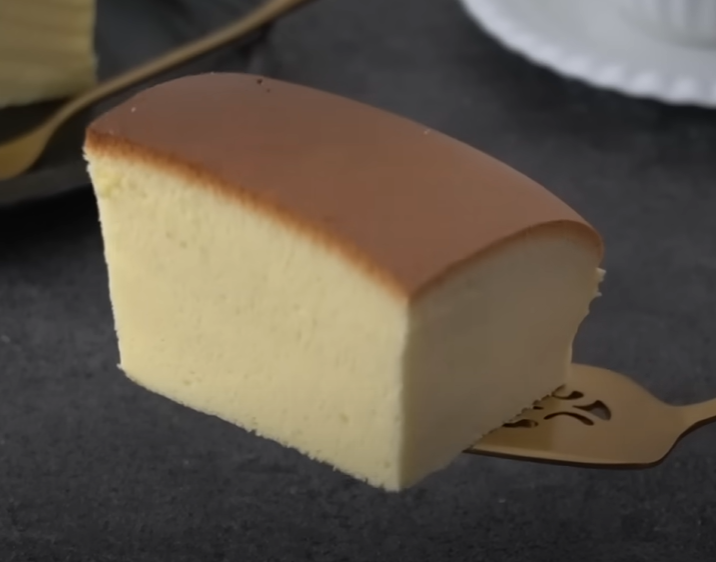
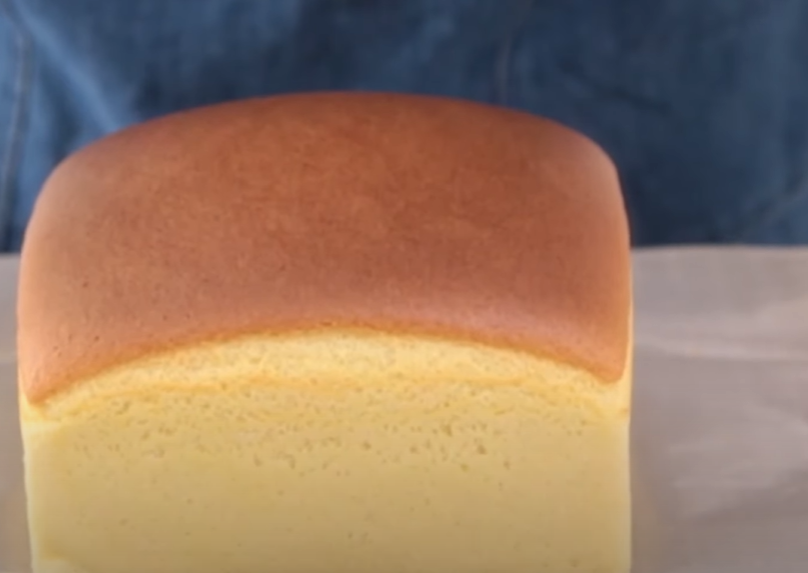